# 利辛河谷卡默恩
利辛河谷卡默恩（德語：Kammern im Liesingtal）是奥地利施泰尔马克州莱奥本县的一个市镇。总面积58.66平方公里，总人口1669人，人口密度28.5人/平方公里（2005年）。